# Paradoxidoidea
Los paradoxidoideos (Paradoxidoidea) son una superfamilia de trilobites redlíquidos. Engloba un total de tres familias, y suelen tratarse de trilobites de gran tamaño.

## Morfología
El céfalon presenta una forma semicircular con una gran espina en la mejilla libre. La glabela es amplia y el glóbulo glabelar redondeado. Por lo general, la región preglabelar se encuentra ausente en los ejemplares adultos. Las suturas faciales anteriores son divergentes y transversales.
El tórax presenta de 14 a 21 segmentos. Las puntas pleurales, las cuales se encuentran orientadas de arriba hacia abajo, oscilan en gran medida en longitud y tamaño, pudiendo ser cortas o muy largas. Los dos primeros segmentos pueden ser macropleurales.
El pigidio, por lo general, suele ser pequeño en los miembros de la familia Paradoxididae, tendiendo sin embargo a mediano entre los integrantes de la familia Centropleuridae.